# Ikea-sfären

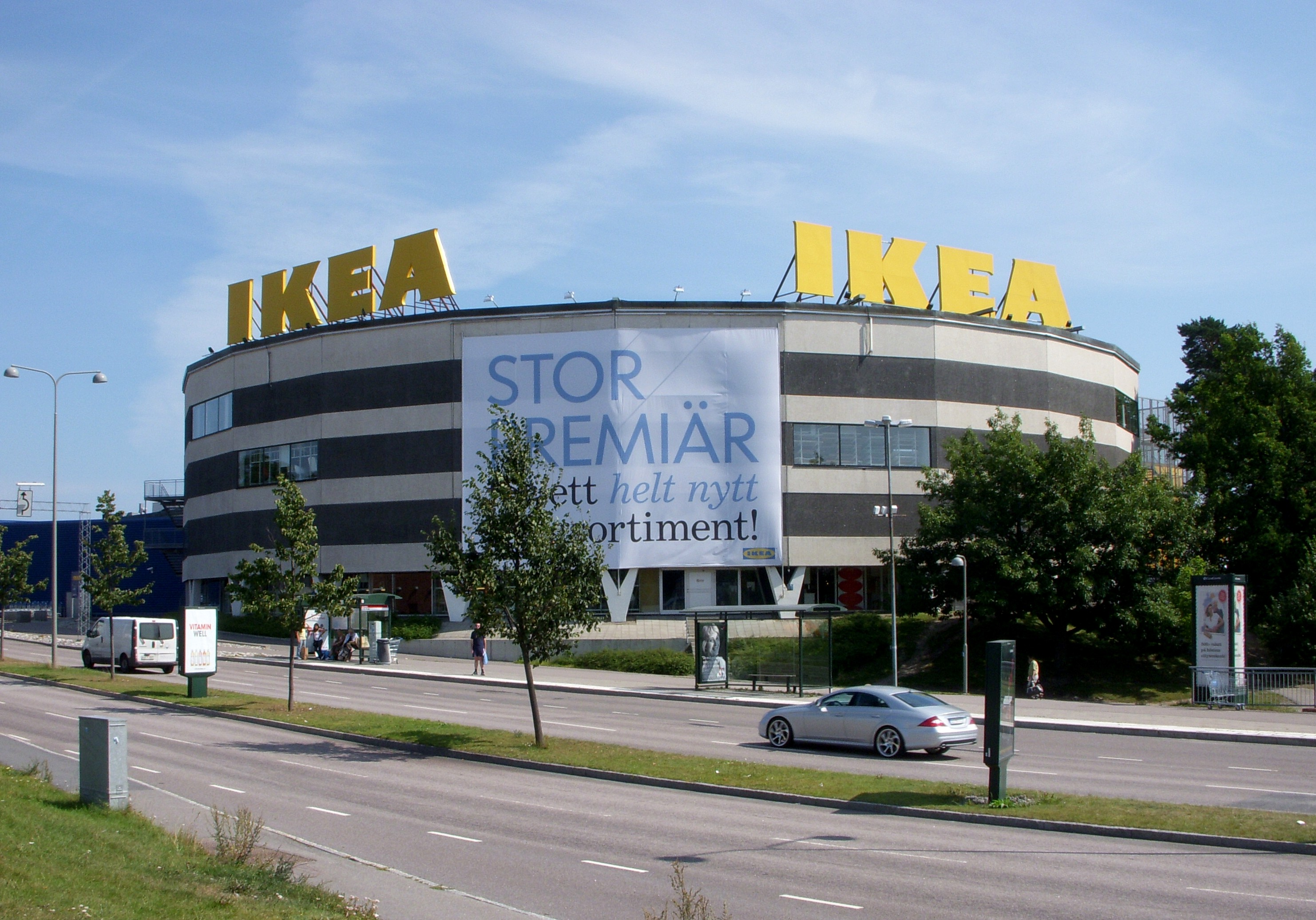
Ikea-varuhuset i Kungens kurva i Stockholm

Ikea-sfären är en sfär, som brukar avse tre internationella koncerner med verksamhet inom främst detaljhandel, fastighetsförvaltning och finansverksamhet, över vilka Ingvar Kamprads tre söner har direkt eller indirekt kontroll och inflytande över.
I Ikea-sfären ingår tre delar:
- Ikea-koncernen, en privatägd koncern som bedriver detaljhandel samt produktion av möbler och spånplattor. Moderbolag är sedan 1982 Ingka Holding BV i Nederländerna, vilket i sin tur ägs av den nederländska stiftelsen Stichting Ingka Foundation. I Ikea-koncernen ingår varuhusföretag i 25 länder samt industriföretagen Swedwood och Swedspan.

- Inter Ikea Systems BV, ett privatägt företag med säte i Leiden och kontor också i Waterloo i Belgien. Företaget ägs av Inter Ikea Holding SA i Luxemburg, vilket sedan 1989 i sin tur ägs av en av familjen Ingvar Kamprad kontrollerad stiftelse med säte i Vaduz i Liechtenstein, Interogo Foundation.[1] Inter Ikea Systems är ägare till "Ikea-konceptet", varumärken och andra immateriella rättigheter, vilka licensieras ut till främst Ikea-koncernen. Inter Ikea Systems huvudsakliga intäkt är en royalty på 3 procent av omsättningen i varuhusen.

- Ikano Group, en internationell privatägd koncern med säte i Luxemburg och omfattande verksamhet i Sverige, vilken ägs av bröderna Peter, Jonas och Mathias Kamprad. Ikano har intressen i bland annat finansiell verksamhet (Ikano Bank), fastigheter och detaljhandel.

Fram till hösten 2010 var även Catella Holding, en Luxemburg-baserad förvaltnings- och finansieringskoncern, knuten till Ikea-sfären.